# Двадесет и четвърта пехотна дивизия „Пинероло“
 Тази статия е за италианската дивизия.  За българската дивизия вижте Двадесет и четвърта пехотна дивизия.  
Двадесет и четвърта пехотна дивизия „Пинероло“ (1939 – 1941), а по-късно Двадесет и четвърта моторизирана пехотна дивизия „Пинероло“ (1941 - 1945) (на италиански: 24ª Divisione fanteria motorizzata „Pinerolo“), е пехотно и моторизирано пехотно подразделение на Италианската кралска армия по време на Втората световна война.
Дивизията е приемник на бригадата „Пинероло“, която е сформирана на 13 ноември 1821 г. от 1-ви и 2-ри пиемонтско-сардински полк, които през 1839 г. са преименувани съответно на 13-и пехотен полк „Пинероло“ и 14-и пехотен полк „Пинероло“.

## История
Със закон от 11 март 1926 г. относно организацията на Италианската кралска армия, се заменя съществуващата бригадно-корпусна в дивизионно-армейска и по този начин се създават условия де юре XXIV бригада да бъде преобразувана в дивизия. Към съществуващата бригада е прикрепен 18-и артилерийски полк, а бригадата е пребазирана в Киети, Абруцо. През 1934 г. 24-та пехотна бригада приема името „Гран Сасо“ – име което е носела и местната бригада предходно.
През 1935 г. бригадата „Гран Сасо“ е изпратена в Еритрея, където участва във войната в Етиопия в състава на Втори армейски корпус под командването на генерал Пиетро Маравиня. 
През 1939 г., от попълнения мобилизационен резерв състав на 13-и, 14-и пехотен и 18-и артилерийски полк е образувана 24-та пехотна дивизия „Пинероло“.
През януари 1941 г. дивизията е моторизирана с въвеждане на въоръжение на камиони „Фиат“ 626. След нови попълнения, главно от войници и офицери, служещи по онова време в 58-ма моторизирана пехотна дивизия „Леняно“, намираща се също на италианско-гръцкия фронт, чийто числен състав е съкратен наполовина, „Пинероло“ е изпратена от Прованс в Албания да отбива гръцката контраофанзива в италианско-гръцката война. На 18 януари 1941 г. дивизията е разквартирувана в Берат и заема предни позиции около Кълцюра. През февруари е ангажирана в битката за защита на Тепелена – родното място на Али паша Янински. От 29 януари до 12 февруари части на дивизията отбраняват Балабан от гръцката епирска армия. Дивизията взема участие в италианското настъпление през пролетта от 9 март, когато успява да превземе района около Лесковик. На 8 април 1941 г. част от дивизията е ангажирана в югославската операция и на 12 април 1941 г. влиза тържествено в старата българска столица Охрид. Друга част от дивизията – главно 13 мотопехотен полк се отправя към град Костур, населен със смесено българско и гръцко население, който след кратка схватка с гръцки поделения е завладян на 25 май 1941 г.
През юни 1941 г. дивизията е прехвърлена в Западна Македония и Тесалия с щаб в Лариса, която е част от определената италианска окупационна зона на Балканите (1941 – 1943). Окупационната територия на дивизията е в непосредствено съседство с другото българско управление в Македония, Поморавието и Западна Тракия (1941 – 1944).
Подписът на Пиетро Бадолио под примирието на Италия с Антихитлеристката коалиция от 8 септември 1943 г. сварва италианската дивизия с 14 000 личен състав и със следното разположение на силите ѝ по позиции:
- 13-и, 14-и и 313-и пехотен полк в Костур, Гревена, Волос, Алмирос и Лариса – щаб
- 18-и артилерийски полк в Лариса е в резерв
- 6-и кавалерийски полк „Аоста“ в Трикала
- 130-и гвардейски батальон в Еласона
- 4-та дивизионна санитарно-автомобилна рота в Костур
- 17-а автотранспортна (моторизирана) рота в Костур

Вестта за примирието на Италия със СССР и западните съюзници САЩ и Великобритания внася нов обрат във висшето командване на „Пинероло“. През юли 1943 г. след свалянето на фашисткия режим на Мусолини в Италия и неговия арест новият италиански министър-председател маршал Бадолио сменя командира на Дивизия „Пинероло“. На мястото на дотогавашния командир генерал Чезаре Бенели той назначава генерал Адолфо Инфанте, близък привърженик на краля и Бадолио и противник на Мусолини. През август 1943 г. обаче командващият 11-та италианска армия в Атина генерал Карло Векиарели, също назначен от Бадолио, за да смени верният на Мусолини генерал Карло Джелозо, в противоречие със заповедта на италианското върховно командване за неутралитет по отношение на отношенията с германците, предоставя (под предлог да не предизвиква раздразнение сред германските военачалници) върховното командване на всички войски на Оста, дотогава поверено на Италия, на германския командващ група армии Е в Гърция фелдмаршал Александър Льор. Когато идва новината за подписаното примирие на Италия със Съюзниците, генерал Адолфо Инфанте започва приготовления по изтеглянето на по-голямата част от италианските войски от дивизията в планината при гръцките партизани. На гарнизона в град Костур, съставляващ 13 мотопехотен полк по командването на полковник Алдо Вениери, Инфанте разпорежда да предаде оръжието си на германците и да се предаде на тях (за причината за този прецедент той не дава отговор до края на живота си след войната). Вениери обаче, който също подкрепя Бадолио, но не вярва на Инфанте, поисква с радиограма от току-що установилото се в Бриндизи италианско върховно командване информация какво да прави оттук насетне. От Бриндизи Бадолио му заповядва да не се предава и да се сражава до последния жив човек срещу германците. На 10 септември 1943 г. в Костур влизат германски войски от полка „Бранденбург“. Дивизия „Пинероло“ и намиращата се на остров Кефалония 33-та италианска пехотна дивизия „Акуи“ са единствените италианска дивизия от общо пет други италиански дивизии, всички с малки изключения признаващи краля и правителството на маршал Бадолио и разгромени в краткотрайни сражения от германски войски, които италиански войски се състоят от III ти VIII и XXVI италиански армейски корпуси „Пиемонт“, „Форли“, „Модена“, „Казале“, Кунео, Реджина и 51-ва специална бригада (намираща се на остров Крит), разположени в Континентална Гърция и островите на Егейско и Йонийско море, която слага оръжието си не пред Вермахта, а остава вярна на краля и на маршал Пиетро Бадолио и отхвърля ултиматума за капитулация, като по-голямата й  част се изнася при партизаните комунисти от ЕАМ. Между командващия италианската дивизия Инфанте и гръцките партизани е подписан протокол за сътрудничество. Своя щаб генерал Инфанте разполага в Пертули и разделя командването си на три части: Западна Македония, Централна и Западна Тесалия и Евритания; опитът на английските офицери в щаба по операциите, пратени като съветници при гърците да го подчинят на тях, е безуспешен, тъй като италианците искат да си сътрудничат директно с партизаните от ЕАМ. Италианските войски със своята артилерия отбиват няколко германски атаки при опит на германците да влязат в планината Пинд, а 100 италиански кавалеристи превземат макар и за кратко летището в Лариса; това се случва докато бойни действия се водят и около Гревена, а британците изразяват недоволството си в Кайро на самостоятелните италианско-гръцки операции, без да се координират с тях. От друга страна пасивността на част от офицерите от Пинероло кара през октомври 1943 г. гърците от ЕАМ да разоръжат италианската дивизия, като оставят няколко по малки италиански войскови части, съставени главно от италиански офицери и войници комунисти. След това генерал Инфанте заминава със специално изпратен за него самолет от контролираната от гърците част на Тесалия за Италия, където е назначен в Бриндизи за заместник-началник на Генералния щаб на италианските въоръжени сили. Актът на сътрудничество на италианските войски с гръцките комунистически партизани прави забележително лично впечатление на Уинстън Чърчил: 
| „ | Италианската капитулация през септември 1943 г. наруши целия баланс на силите в Гърция. ЕЛАС успя да си осигури по-голяма част от италианските оръжия, включително тези на цяла италианска дивизия и да постигане военно превъзходство. | “ |

Италианското въоръжаване на ЕЛАС принуждава Чърчил след меетжа на гръзката армия в Близкия Изток (1944) въоръжено да обезпечава и налага британското влияние в Гърция след Декемврийските събития.
По-голяма част от личния състав на дивизията се предава на бойците на ЕЛАС, у които преминава и по-голямата част от въоръжението на италианската дивизия. Левите гръцки партизани изтеглят италианците първо на Пелион, откъдето ги репатрират в курортното селце Нераида в Пинд.
След настъпателна наказателна операция на Вермахта в Пинд от четири изходни позиции в Трикала, Янина, Арта и Коница (превземайки в хода на операцията Мецово и Каламбака) в периода 17 септември – 4 декември 1943 г., гръцките леви партизани разпръскват обезоръжените италиански военнослужещи в околностите на селото и по цяла Дзумерка, за да се спасяват от немските репресии. В крайна сметка по италиански следвоенни данни от близо 6-те хиляди италиански военнослужещи. репатрирани в Нераида, оцеляват само половината. От близо 6 хил. италиански военнослужещи 1150 умират, 2250 са тежко болни или ранени и 1500 се водят за безследно изчезнали. Други близо 1500 се предават на немците.
Като вероятна причина за британското отношение към личния състав на дивизията е преминаването ѝ на страната на гръцкото съпротивително движение в Северна Гърция.

## В края на войната и след войната
През есента на 1944 г. остатъците от Дивизия „Пинероло“, били се заедно с гърците срещу германците, се завръщат начело с командира си майор Джузепе Раймонди в Италия, а Раймонди става полковник. Дивизията след попълнения се връща в стария си гарнизон. През септември 1945 г. е формирана като мотопехотна група „Пинероло“, а от 1955 г. е преименувана в Механизирана бригада „Пинероло“ съществуваща в този вид до днес.